# Зграда старе учитељске школе у Јагодини
Зграда старе учитељске школе у Јагодини представља непокретно културно добро као споменик културе, одлуком СО Светозарево бр. 011-117/87-01 од 24. децембра 1987. године.
Зидање зграде Старе учитељске школе отпочело је 1826. године за потребе Магистрата Округа Јагодинског и трајало је десет година. Без обзира на првобитну намену у њој је првобитно била смештена војна касарна, а тек након више година Окружно начелство. Преуређење зграде за потребе школе започето је последњих година 19. века да би као зграда Учитељске школе почела да се употребљава 1898. године. У периоду од 1905. до 1908. године дозидано је северно и јужно крило. Тиме су добијене сала са позорницом за школске свечаности и часове гимнастике, четири учионице и ученичке спаваонице. 
У време Балканских и Првог светског рата школа није радила и више пута је претварана у војну болницу. У том периоду школа са својим богатим инвентаром, интернат, парк и школско имање били су у великој мери оштећени. Учитељска школа је у њој била смештена до 1968. године када је за потребе школе подигнута нова зграда.
Данас, приземље школе као депо користи Историјски архив у Јагодини.